# Tapinillus roseisterni
Tapinillus roseisterni är en spindelart som beskrevs av Cândido Firmino de Mello-Leitão 1930. 
Tapinillus roseisterni ingår i släktet Tapinillus och familjen lospindlar. Inga underarter finns listade i Catalogue of Life.